# Eric Canuel
Eric Canuel (* 1961 in Montreal; † 15. Juni 2024; manchmal Erik Canuel und Érik Canuel) war ein kanadischer Regisseur.

## Leben
Durch seine Familie hatte er schon in jungen Jahren Kontakt zum Theater. Sein Vater war der Schauspieler Yvan Canuel (1935–1999). Sein Bruder, Nicolas Canuel, ist ebenfalls Schauspieler. Eric Canuel studierte an der Concordia University. Ab 1992 schuf er in der Montrealer Fernsehwerbefirma Cinélande über 200 Fernsehwerbespots und 50 Musikvideos. Er führte auch Regie in Fernsehserien und Kinofilmen.
Im Jahr 2000 gewann Canuel einen Genie Award für den Kurz-Dokumentarfilm Hemingway: A Portrait. 2005 drehte er das Remake von Le Survenant (1957) nach dem gleichnamigen Roman von Germaine Guèvremont. 2007 wurde er bei den 27. Genie Awards für die Regie in Good Cop Bad Cop nominiert. In dieser Actionkomödie sind Patrick Huard und Colm Feore als Polizisten zu sehen, die in einer Mordserie ermitteln.
In seinen eigenen Filmen trat er häufig als Nebendarsteller auf.
Canuel hatte drei Kinder. Er starb am 15. Juni 2024 im Alter von 63 Jahren an Plasmazellenleukämie.

## Filmografie (Auswahl)
Regisseur
- 1999: Hemingway: A Portrait
- 1997–1999: The Hunger (Fernsehserie, 3 Folgen)
- 2000: Live Through This
- 2001: La Loi du cochon
- 2002: Matthew Blackheart: Monster Smasher
- 1999–2002: Teenage Werewolf (Big Wolf on Campus, Fernsehserie, 11 Folgen)
- 2002: Vampire High (Fernsehserie, 4 Folgen)
- 2003: Nez rouge
- 2004: Le Dernier tunnel
- 2005: Le Survenant
- 2006: Good Cop Bad Cop (Bon Cop, Bad Cop)
- 2009: Cadavres

Drehbuchautor
- 1999: Hemingway: A Portrait